# Udar Mózgu. Problemy Interdyscyplinarne
Udar Mózgu. Problemy Interdyscyplinarne – półrocznik wydawany przez Wydawnictwo Via Medica pod patronatem Polskiego Towarzystwa Udaru Mózgu. Ukazywał się w latach 1999–2011. Redaktorem naczelnym był prof. Ryszard Podemski. Zastępcą redaktora naczelnego był prof. Grzegorz Opala.
W skład rady naukowej wchodzili samodzielni pracownicy naukowi z tytułem profesora lub doktora habilitowanego z Polski oraz z zagranicy. Artykuły ukazywały się w języku polskim (drukowane były także abstrakty w języku angielskim).

## Działy
- prace oryginalne
- prace poglądowe
- prace kazuistyczne

## Indeksacja
- Index Copernicus (IC)
- EMBASE

Współczynniki cytowań:
- Index Copernicus (2009): 4,41[2]

Na liście czasopism punktowanych przez polskie Ministerstwo Nauki znajdowało się w części B z dwoma punktami.